# Забелин, Кирилл Васильевич
Кири́лл Васи́льевич Забе́лин (1763—1823) — русский офицер, полковник, герой битвы при Рагузе (она же — Дубровник), во время наполеоновских войн на берегу Адриатического моря.

## Биография
С 16 июня 1802 по 10 июня 1803 и затем с 10 апреля 1805 по 24 декабря 1808 — командир 13-го егерского полка.
С 23 апреля 1806 подполковник, с 12 декабря 1807 — полковник, командир Киевского гарнизонного батальона.
Позже с 24 декабря 1808 по 22 июня 1815 — шеф 30-го егерского полка, затем командир того же полка по 11 февраля 1816.
Также служил командиром Шевского гарнизонного батальона.

## Награды
26 ноября 1816 года награждён ордена Святого Георгия 4 класса за выслугу.